# Tromodesia guzari
Tromodesia guzari är en tvåvingeart som beskrevs av Boris Borisovitsch Rohdendorf 1935. Tromodesia guzari ingår i släktet Tromodesia och familjen gråsuggeflugor.
Artens utbredningsområde är Uzbekistan. Inga underarter finns listade i Catalogue of Life.